# Imunossupressão
Imunossupressão é o ato de reduzir a atividade ou eficiência do sistema imunológico. Pode ser causada por uma doença imune ou, pelo contrário, ser intencional em um tratamento de uma doença autoimune ou usada para evitar rejeição de um transplante. Alguns mecanismos do sistema imunológico possuem efeito imunossupressor sobre outras células do sistema imunológico. A imunossupressão também pode ocorrer como reação indesejável de um medicamento ou terapia. O esquema terapêutico mais utilizado atualmente é a combinação de inibidor de calcineurina com micofenolato e prednisona. Uma opção terapêutica seriam os inibidores da m-TOR (mammalian target of rapamycin), devido a seus potenciais benefícios na redução do risco cardiovascular, redução de infecções virais e na redução da incidência de neoplasias.

## Tipos
Com o sistema imunológico praticamente desativado, o indivíduo imunossuprimido é vulnerável a infecções oportunistas. Existem vários subgrupos de imunosupressores:
- Glicocorticoides (esteroides) como prednisona e hidrocortisona. Atuam como o hormônio do estresse, cortisol, inibindo respostas inflamatórias a um agente desconhecido;
- inibidores da calcineurina como a ciclosporina e tracolimo. Atuam inibindo a Interleucina 2 (IL-2) que ativa os linfócitos T colaboradores;
- Inibidores da síntese de nucleótidos como Micofenolato mofetil e azatioprina;
- Anticorpos policlonais como globulina antitimocito (Atgam), Muromonab CD3 e alemtuzumab;
- Gamaglobulina IV
- Inibidor da C5 como eculizumab
- Inibidor da protease como bortezomib

Combinar três desses grupos potencializa o efeito imunossupressor. Se usam três agentes para tratar a rejeição aguda de transplante: um glucocorticoide, globulina antitimócitos e muromonab-CD3.

## Nomes comerciais
Os medicamentos geralmente usados em transplantes no Brasil são:
- Azatioprina - Imuran®
- Tacrolimo - Prograf®, Tarfic® e Tacrofort®
- Ciclosporina - Sandimmum® e Sigmasporim®
- Prednisona - Meticorten®, Artinizona®, Corticorten®, Flamacorten®, Predson®, Prednax®, Prednis, Predcort® e Precortil®.
- Micofenolato de Sódio - Myfortic®
- Micofenolato Mofetil - Cellcept®
- Everolimo - Certican®
- Sirolimo - Rapamune®

## Recomendações
Pessoas imunodeprimidas por qualquer motivo devem:
- Lavar bem as mãos com frequência. É especialmente importante antes de comer;
- Evitar pessoas com doenças infecciosas;
- Comer apenas alimentos bem lavados e bem cozidos. Carne mal-passada é especialmente perigosa.
- Não tomar vacinas com agente atenuado, como gripe ou sarampo, elas só são úteis se o sistema imunológico é eficiente;
- Evitar áreas populosas e ambientes fechados como shoppings e cinemas;
- Evitar contato com animais. Você não tem que expulsá-los para fora da casa, e pode até fazer carinho, apenas deve evitar mordida, arranhão, tocar fezes ou urina, pois eles podem transmitir doenças.
- Não cuidar do jardim. Bactérias e fungos perigosos vivem no solo e nas plantas.
- Não ignorar cortes ou arranhões. Limpe bem e coloque uma bandagem. Entre em contato com seu médico se você tiver quaisquer sinais de infecção.
- Evitar beijos de língua e praticar apenas sexo seguro. Só preservativos podem não ser o suficiente para protegê-lo totalmente. Mesmo saliva pode expô-lo a diversos vírus e bactérias. Pergunte ao profissional de saúde sobre o que é seguro no seu caso.

## História
A cortisona foi o primeiro imunossupressor identificado, mas sua ampla gama de efeitos colaterais limitou seu uso. A azatioprina, mais específica, foi identificada em 1959, mas a descoberta da ciclosporina em 1970 permitiu significante expansão dos procedimentos de transplante de rim entre doadores-receptores menos compatíveis. Este medicamento era bastante utilizado em transplantes de fígado, pulmão, pâncreas e coração. Atualmente o Tacrolimo em combinação com um glucocorticoide e uma globulina é a estratégia mais eficiente.